# Amanecer (telenovela)
Amanecer é uma telenovela mexicana produzida por Juan Osorio para a TelevisaUnivision e exibida pelo Las Estrellas desde 7 de julho de 2025, substituindo Juegos de amor y poder. A novela é uma adaptação livre da radionovela cubana La mujer que no podía amar, criada por Delia Fiallo e que já havia gerado outras três versões televisivas: Monte calvario, La que no podía amar e Te sigo amando. A nova versão é desenvolvida por Pablo Ferrer García-Travesí e Santiago Pineda Aliseda.
Protagonizada por Fernando Colunga e Livia Brito e antagonizada por Daniel Elbittar, Ana Belena, Blanca Guerra, Ernesto Laguardia, Catherine Siachoque, Tiago Correa e Eric del Castillo e atuações estelares de Emilio Osorio, Vanesa Restrepo e Nicola Porcella e com participação das primeiras atrices Patricia Reyes Spíndola, María Rojo, Julieta Egurrola e Concepción Márquez e o primeiro ator Omar Fierro, Humberto Elizondo e Salvador Sánchez

## Sinopse
Leonel Carranza (Fernando Colunga), um proprietário de terras marcado pela traição e pela tragédia (o abandono da esposa e a morte da filha em um incêndio), embarca em uma busca por vingança. Convencido da culpa de Alba Palacios (Livia Brito) e sua família, ele a obriga a se casar com ele em um casamento sem amor. No entanto, à medida que suas vidas se entrelaçam, o ressentimento inicial dá lugar a um sentimento mais profundo, embora as feridas do passado persistam.
O relacionamento complexo se complica com a chegada de Sebastián Peñalosa (Daniel Elbittar), um médico que, sob o pretexto de ajudar Leonel e seu filho, esconde segredos obscuros e uma perigosa obsessão por Alba, ameaçando uma disputa pela propriedade e por seu coração. Soma-se a isso a manipulação de Atocha (Ana Belena), irmã de Leonel, que conspira para assegurar o poder sobre a propriedade Montoro, mesmo às custas do próprio irmão. Em meio a esse turbilhão de decepções e desafios, Leonel se depara com a possibilidade de redenção e de encontrar um novo propósito na vida, tendo que confrontar seus próprios demônios interiores.
Com a cidade dividida e seu passado iminente, o desfecho determinará se a raiva e a vingança prevalecerão ou se o amor emergirá e curará um coração devastado pela dor, forçando Leonel a decidir entre se redimir ou perder tudo.

## Elenco
- Fernando Colunga - Leonel Carranza Quintana / Leonel Carranza Iglesias
- Livia Brito - Alba Palacios Salvatierra
- Daniel Elbittar - Sebastián Peñaloza Galván
- Ana Belena - Atocha Carranza Quintana / Atocha Carranza Iglesias
- Blanca Guerra - Covadonga de los Reyes
- Ernesto Laguardia - Íñigo Tarragona
- Patricia Reyes Spíndola - Jovita Iglesias
- María Rojo - Prudencia Morales
- Omar Fierro - Padre Benigno Montes
- Julieta Egurrola - Leticia Galván de Peñaloza
- Emilio Osorio - Tonatiuh "Tona" Talavera Castaño
- Catherine Siachoque - Amapola Castaño de Talavera
- Humberto Elizondo - Justo Montalbán
- Vanesa Restrepo - Fátima Peñaloza Galván de Franco
- Nicola Porcella - Camilo Palacios
- Tiago Correa - Joaquín Franco
- Salvador Sánchez - Doroteo Talavera
- David Aguiar - Gustavo Carranza Altamirano
- Valeria Santaella - María Lucía "Malú" Tarragona
- Concepción Márquez - Trinidad "Trini"
- Emilio Bravo - Blas Franco Peñaloza
- María Espinoza Stransky - Karla Montes
- Mia Fabri - Paulina Carranza Altamirano
- Regina Ortíz de Pinedo - Miriam Franco Peñaloza
- Eric del Castillo - Leonardo Carranza
- Iván Arana - Aldo Bocanegra
- Andrea Legarreta - Julia Altamirano de Carranza
- Diego Klein - Gregorio Santillana
- Nacho Ortiz - Salvador "Chavita" Castilla / Salvador "Chavita" Tarragona
- Vanesa López - Santa
- Priscila Solorio - Lumila
- Víctor González
- Octavio Mier - Hibert
- María Fernanda Zazuetta
- Tabatha Ximena
- Leo Rodval
- Fernando Robles - Dr. Elizondo
- Nino Torres - Ricardo "Rich"
- Dante Aguiar - Leonel Carranza Quintana (menino)
- Mathy Soto - Camilo Palacios Salvatierra (menino)

## Produção
Em 8 de novembro de 2024, Juan Osorio anunciou Amanecer e confirmou Fernando Colunga e Livia Brito nos papéis principais. Em dezembro de 2024, María Rojo se juntou ao elenco. Em 7 de fevereiro de 2025, Daniel Elbittar foi anunciado como o antagonista da história. Uma semana depois, Catherine Siachoque se juntou ao elenco. As filmagens da novela começaram em 10 de março de 2025. Em 28 de março de 2025, Andrea Legarreta se juntou ao elenco em um papel convidado

## Audiência
| Horário               | # Eps.        | Estreia            | Estreia           | Final | Final           | Posição | Temporada | Classificação geral |
| Horário               | # Eps.        | Data               | Primeiro capítulo | Data  | Último capítulo | Posição | Temporada | Classificação geral |
| --------------------- | ------------- | ------------------ | ----------------- | ----- | --------------- | ------- | --------- | ------------------- |
| Segunda – Sexta 21h30 | 82 (previsão) | 7 de julho de 2025 | 4.92              | *-*   | *-*             | #1      | 2025      | 4.66                |